# 博贝密尔咱
博贝密尔咱（?—?），卫拉特蒙古和硕特部领袖。蒙古族，博尔济吉特氏，库缓次子。
15世纪上半叶，他的七世祖乌鲁克特穆尔（成吉思汗弟合撒儿的七世孙）率部加入瓦剌后，脱欢太师称之为和硕特，九传至博贝密尔咱。博贝是其名，密尔咱（米尔扎）为尊号，意思为首领、统治者，清代史籍说他“称卫拉特汗”，16世纪中叶时和硕特势力强盛，取代了绰罗斯氏，其首领已成为卫拉特之盟主。其子哈尼诺颜洪果尔。